# Bonnie Pink
Bonnie Pink, pseudonimo di Kaori Asada (浅田 香織?, Asada Kaori; Kyoto, 16 aprile 1973), è una cantante giapponese.

## Discografia

### Album in studio
- 1995 - Blue Jam
- 1997 - Heaven's Kitchen
- 1998 - Evil and Flowers
- 2000 - Let Go
- 2001 - Just a Girl
- 2003 - Present
- 2004 - Even So
- 2005 - Golden Tears
- 2007 - Thinking Out Loud
- 2009 - One
- 2010 - Dear Diary
- 2012 - Chasing Hope

### Raccolte
- 1999 - Bonnie's Kitchen #1
- 2000 - Bonnie's Kitchen #2
- 2006 - Every Single Day: Complete Bonnie Pink (1995-2006)

### Altri album
- 2005 - Reminiscence
- 2011 - Back Room: Bonnie Pink Remakes

### EP
- 1998 - E.P.
- 2008 - Chain